# Бертхолд I фон Хоенберг
Бертхолд/Бертолд I „Стари" фон Хоенберг (на немски: Berthold/ Bertold I von Hohenberg; † 3 март 1110) е първият известен граф на Хоенберг.

## Бракове и деца
Първи брак: с Лиутгард фон Бризгау († сл. 3 юни 1110), дъщеря на Херман I фон Баден, маркграф на Верона, граф фон Лимбург и в Брайзгау († 26 април 1074) и съпругата му Юдит фон Бакнанг († 27 септември 1091). Те имат децата:
- Бертолд II граф фон Хоенберг († 17 април 1126/1130)
- Лиутгард фон Хоенберг (* ок. 1075; † 3 юни 1145), омъжена за граф Годеболд II фон Хенеберг († 1143/1144), бургграф на Вюрцбург
- Матилда фон Хоенберг († сл. 1110), омъжена за граф Попо II фон Лауфен-Лобденгау († сл. 1122), син на граф Бопо фон Лобденгау († сл. 1067)

Втори брак: сл. 1074 г. с Хедвиг († сл. 1074). Бракът е бездетен.